# David Adams (tennis)
Pour les articles homonymes, voir David Adams et Adams.
David Adams, né le 5 janvier 1970 à Durban, est un ancien joueur de tennis professionnel sud-africain.
Il est devenu professionnel en 1989. Il est spécialisé dans les doubles, ayant atteint le 9e rang mondial en 1994.

## Palmarès

### En double messieurs
| 19 titres en double | 0 G. Chelem | 0 G. Chelem | 0 G. Chelem | 0 G. Chelem | 0 Masters | 0 Masters | 0 Masters   | 0 Masters   | 0 Masters 1000 | 0 Masters 1000 | 0 Masters 1000 | 0 Masters 1000 | 5 ATP 500          | 5 ATP 500          | 5 ATP 500          | 5 ATP 500          | 14 ATP 250         | 14 ATP 250         | 14 ATP 250     | 14 ATP 250     | 0 JO           | 0 JO           | 0 JO           | 0 JO           |
| 19 titres en double | 7 sur dur   | 7 sur dur   | 7 sur dur   | 7 sur dur   | 7 sur dur | 7 sur dur | 0 sur gazon | 0 sur gazon | 0 sur gazon    | 0 sur gazon    | 0 sur gazon    | 0 sur gazon    | 7 sur terre battue | 7 sur terre battue | 7 sur terre battue | 7 sur terre battue | 7 sur terre battue | 7 sur terre battue | 5 sur moquette | 5 sur moquette | 5 sur moquette | 5 sur moquette | 5 sur moquette | 5 sur moquette |

## Parcours dans les tournois duGrand Chelem

### En simple
| Année | Open d'Australie | Open d'Australie | Internationaux de France | Internationaux de France | Wimbledon | Wimbledon | US Open | US Open |
| ----- | ---------------- | ---------------- | ------------------------ | ------------------------ | --------- | --------- | ------- | ------- |
| 1996  | 1er tour (1/64)  | K. Kučera        | —                        | —                        | —         | —         | —       | —       |

N.B. : à droite du résultat se trouve le nom de l'ultime adversaire.

### En double
| Année | Open d'Australie              | Open d'Australie               | Internationaux de France       | Internationaux de France   | Wimbledon                    | Wimbledon              | US Open                        | US Open                  |
| ----- | ----------------------------- | ------------------------------ | ------------------------------ | -------------------------- | ---------------------------- | ---------------------- | ------------------------------ | ------------------------ |
| 1990  | 2e tour (1/16) J.F. Altur     | D. Cassidy G. Pozzi            | —                              | —                          | —                            | —                      | —                              | —                        |
| 1991  | —                             | —                              | —                              | —                          | 2e tour (1/16) Ģ. Dzelde     | J. Brown B. Garnett    | 1er tour (1/32) A. Olhovskiy   | S. Davis D. Pate         |
| 1992  | 2e tour (1/16) B. Black       | G. Connell G. Michibata        | Finale A. Olhovskiy            | J. Hlasek M. Rosset        | 1er tour (1/32) A. Olhovskiy | J. Frana L. Lavalle    | 1er tour (1/32) A. Olhovskiy   | W. Ferreira P. Norval    |
| 1993  | 1er tour (1/32) A. Olhovskiy  | B. Garnett T. Middleton        | 2e tour (1/16) A. Olhovskiy    | H. J. Davids P. Norval     | 2e tour (1/16) A. Olhovskiy  | D. Dilucia B. MacPhie  | 1/2 finale A. Olhovskiy        | K. Flach R. Leach        |
| 1994  | 1/8 de finale A. Olhovskiy    | T. Nijssen C. Suk              | 1/2 finale A. Olhovskiy        | B. Black J. Stark          | 1er tour (1/32) A. Olhovskiy | S. Bale B. Steven      | 1/4 de finale A. Olhovskiy     | J. Eltingh P. Haarhuis   |
| 1995  | 2e tour (1/16) A. Olhovskiy   | O. Kristiansson L.-A. Wahlgren | 1er tour (1/32) T. Nijssen     | S. Lareau B. MacPhie       | 1er tour (1/32) T. Nijssen   | B. Black J. Stark      | 1er tour (1/32) E. Ferreira    | S. Casal E. Sánchez      |
| 1996  | 1er tour (1/32) P. Kühnen     | I. Kafelnikov W. Ferreira      | 2e tour (1/16) W. Arthurs      | M. Philippoussis P. Rafter | 1er tour (1/32) D. Prinosil  | H. J. Davids C. Suk    | 1/8 de finale M. Oosting       | J. Eltingh P. Haarhuis   |
| 1997  | 1er tour (1/32) M. Oosting    | S. Noteboom F. Wibier          | 1er tour (1/32) W. Ferreira    | J. Eltingh P. Haarhuis     | 1er tour (1/32) M. Barnard   | M. Damm P. Vízner      | 1/4 de finale W. Ferreira      | M. Bhupathi L. Paes      |
| 1998  | 2e tour (1/16) A. Kitinov     | L. Hewitt L. Smith             | 1er tour (1/32) S. Doseděl     | G. Stafford K. Ullyett     | 1er tour (1/32) S. Doseděl   | A. Kitinov P. Vízner   | 1/8 de finale O. Delaitre      | J. Björkman P. Rafter    |
| 1999  | 1/8 de finale J.-L. de Jager  | M. Bhupathi L. Paes            | 1er tour (1/32) J.-L. de Jager | A. Florent A. Olhovskiy    | 1/8 de finale J.-L. de Jager | P. Haarhuis J. Palmer  | 2e tour (1/16) J.-L. de Jager  | A. Olhovskiy D. Prinosil |
| 2000  | 2e tour (1/16) J.-L. de Jager | S. Aspelin J. Landsberg        | 1er tour (1/32) J.-L. de Jager | J. Eagle A. Florent        | 1/2 finale J.-L. de Jager    | P. Haarhuis S. Stolle  | 1er tour (1/32) J.-L. de Jager | B. Bryan M. Bryan        |
| 2001  | 1/8 de finale M. García       | N. Lapentti C. Moyà            | 1er tour (1/32) M. García      | T. Cibulec L. Friedl       | 1/8 de finale M. Llodra      | C. Haggard T. Vanhoudt | 1er tour (1/32) M. Llodra      | B. Ellwood S. Lareau     |
| 2002  | 1/8 de finale J. Tarango      | W. Black K. Ullyett            | 2e tour (1/16) A. Pavel        | D. Hrbatý A. Sá            | 2e tour (1/16) W. Ferreira   | J. Eagle S. Stolle     | 1er tour (1/32) G. Etlis       | B. Ellwood P. Hanley     |
| 2003  | 2e tour (1/16) R. Koenig      | A. Portas T. Robredo           | 1er tour (1/32) J. Gimelstob   | L. Paes D. Rikl            | 2e tour (1/16) J. Gimelstob  | M. Llodra F. Santoro   | 1er tour (1/32) A. Kratzmann   | M. García G. Oliver      |

N.B. : le nom du ou de la partenaire se trouve sous le résultat ; le nom des ultimes adversaires se trouve à droite.

### En double mixte
N.B. : le nom de la partenaire se trouve sous le résultat ; le nom des ultimes adversaires se trouve à droite.

## Participation aux Masters

### En double
| Année | Ville        | Surface         | Partenaire            | Résultats | Résultat final    |
| ----- | ------------ | --------------- | --------------------- | --------- | ----------------- |
| 1993  | Johannesburg | Dur indoor      | Andreï Olhovskiy      | 3v, 1d    | Demi-finaliste    |
| 1994  | Jakarta      | Dur indoor      | Andreï Olhovskiy      | 2v, 2d    | Demi-finaliste    |
| 1999  | Hartford     | Moquette indoor | John-Laffnie de Jager | 0v, 2d    | Éliminé en poules |